# Viera Kraicová
Viera Kraicová (ur. 5 lipca 1920 w Modrej, zm. 29 kwietnia 2012 w Bratysławie) – słowacka malarka, ilustratorka i rysowniczka.

## Życiorys
Urodziła się 5 lipca 1920 roku w Modrej. W latach 1940–1944 studiowała na Słowackim Uniwersytecie Technicznym w Bratysławie na wydziale rysunku i malarstwa m.in. u Jána Mudrocha i Martina Benki. Następnie w latach 1945–1950 uczęszczała na zajęcia w Akademii Sztuk Pięknych w Pradze w pracowniach Jána Želibskiego i Karola Minářa. Przez trzy lata asystowała Želibskiemu w Wyższej Szkole Sztuk Pięknych w Bratysławie, po czym od 1955 roku pracowała jako niezależna artystka. W 1959 roku, wraz z Tamarą Klimovą, Jarmilą Čihánkovą i O. Bartošíkovą współzałożyła grupę artystyczną Skupina 4, której droga twórcza prowadziła od malarstwa realistycznego do twórczości niefiguratywnej na granicy abstrakcji.
Kraicová była najbardziej spontaniczną słowacką malarką drugiej połowy XX w., polegając w pełni na instynkcie. Kształty pojawiające się w jej pracach były często pochodną zabawy kolorem. Jak sama twierdziła, „obraz sam się musi namalować... wypłynąć na powierzchnię jak wody podziemne“. Poszukując własnej drogi malarskiej w latach 50., inspirowała się Paulem Klee i Joanem Miró.
Swe ilustracje, które najczęściej wykonywała akwarelą, wypełniała onirycznymi pejzażami i mocno stylizowanymi postaciami o efemerycznych kształtach. Łączyła lekkość z powagą oraz inspirowała się dziecięcymi rysunkami, sztuką naiwną i ludową. Często ilustrowała tomiki poetyckie. Do książek, które zilustrowała, należą: Babunia Boženy Němcovej (1965), Sedmikráska Márii Rázusovej-Martákovej (1966), Metamorfozy Owidiusza (1969), Čakanka Ľudmili Podjavorinskiej i Kniha rozprávok Milana Rúfusa (1974).
Sporadycznie projektowała także mozaiki w przestrzeniach publicznych. Jej prace można zobaczyć m.in. w szpitalach w Koszycach (1964) i Bratysławie (1972) i w hotelu Gerlach w Popradzie (1967).
W latach 1967, 1971 i 1973 wzięła udział w Biennale Ilustracji Bratysława. Książki z jej ilustracjami czterokrotnie zdobyły tytuł Československé najkrajšie knihy (pol. „najpiękniejsze książki Czechosłowacji”). W 1968 roku została wyróżniona nagrodą Cypriána Majerníka, a w 1987 roku nagrodą Ľudovíta Fulli. W 1988 roku otrzymała tytuł honorowy zaslúžilá umelkyňa.
Zmarła 29 kwietnia 2012 roku w Bratysławie.